# 松井秀喜5打席連続敬遠
松井秀喜5打席連続敬遠（まついひでき5だせきれんぞくけいえん）では、1992年8月16日に阪神甲子園球場で行われた第74回全国高等学校野球選手権大会2回戦の明徳義塾高等学校（高知）対星稜高等学校（石川）戦にて、明徳義塾の投手・河野和洋が、星稜の4番打者・松井秀喜を5打席連続で敬遠した出来事について記述する。
この結果は試合後にマスコミ各所で大々的に取り上げられて社会現象となり、高校野球の「勝利至上主義」について議論されるようになった。

## 背景

### 大会前の各校の動き
本大会において「星稜・松井」は群を抜く注目選手だった。さらに、この大会から甲子園球場のいわゆる「ラッキーゾーン」が撤去され、松井の高校通算60本塁打も目前だったことから、既に同年秋のドラフト会議の目玉選手の1人に数えられていた。「ゴジラ」という異名が登場したのもこの頃である。
星稜の監督・山下智茂にとっても松井の存在は特別なもので、山下は自チームに「打の松井、投の山口哲治」が揃った時から全国制覇を「狙いに」行くことを決めており、星稜は石川県はおろか北信越地方でも突出した実力を持つまでに育ち、全国でも5本の指に入る強豪チームとして甲子園でも優勝候補の一角に挙げられていた。その予想通り、星稜は8月11日の1回戦（対長岡向陵高等学校戦）を11-0の大差で勝利する。
明徳義塾高等学校は、初戦が7日目第3試合で全国49番目の登場だった。前回大会から、49番目の出場校と対戦するチームは17試合が行われる1回戦の勝利校からあらかじめ決められるようになっており、8月8日の組み合わせ抽選会で7日目第3試合を引いたのが星稜主将の松井だった。対戦相手の明徳義塾では松井に関する情報はあまり詳しく入っていなかったが、監督の馬淵史郎は星稜の1回戦を観戦した際に松井の高校生離れした打撃を目の当たりにする。その後、星稜の全体練習も視察して改めて松井のパワーに驚愕した馬淵は、「腹をくくった」という。その様子は、ノンフィクションライターの中村計も書いている。

### ミーティング：敬遠の指示はいつか
明徳義塾高等学校の河野和洋は、2年生の終わりから投手を離れていた。しかし監督の馬淵はチームの投手力に不満を感じており、3年夏の高知大会から再び投手として起用された。この大会での河野は通算2試合に登板し、決勝戦（対高知県立伊野商業高等学校戦）では1失点完投で勝利した。河野自身も制球力には自信を持っており、周囲からも「エースは事実上、河野だった」と語っている。なお、星稜との試合を前に何度となく敬遠を匂わせる発言をした馬淵だったが、具体的にどのタイミングで松井に対して敬遠を指示したかは情報が錯綜している。
河野とバッテリーを組む捕手の青木は、8月8日の抽選会当日に馬淵から「全部敬遠するぞ」と指示されたと回想している。しかし遊撃手・筒井によれば、その日の夜のミーティングで馬淵から「敬遠」という言葉を使わずに「松井抜きで考えるから」と伝えられ、その一方で河野の証言によれば、8月13日の夜に行われたミーティングの後に、馬淵から「当日の先発」と、やはり「松井を相手にしない」ことを伝えられたという。さらに、試合前日（8月15日）の宿舎で行われた全体ミーティングでは、馬淵が「向こう（星稜）は松井に勝負が出来るような展開にしよる。4番打者（松井を打席に迎えた時）でファーストベースが空いてれば歩かせ、5番・6番で勝負すれば向こうはたまらん。次の打者が松井なら歩かすし、松井じゃなかったら勝負というような余裕を持って行け」と伝えている。
さらに馬淵は試合前に、星稜側へ対して意図的に四球を与えていると思われないように「演技」することを選手に求めていた。つまり、捕手は座ったまま捕球し、投手も制球力を乱して首を傾げ、外野手は松井が打席に入る度にフェンス手前まで大きく下がるといった指示だった。
一方の星稜は、山下自身には試合巧者として知られる馬淵への警戒心こそあったものの、全体ミーティングでは選手らに対する指示は多く出さず、松井本人に対して「ランナーおる時は『敬遠』あるからな」と告げただけだった。

### 試合当日：騒然とする甲子園
1992年8月16日の試合当日、明徳義塾は松井に対して「全打席敬遠」の作戦を採っていた。先発・河野は松井に対しての5打席全ての全球においてストライクゾーンから外角へ大きく外れるボール球を投げ、四球を与えた。前述のように馬淵から「演技」することを求められていたこともあり、捕手・青木が初めから立った状態で与えた四球では無かったため、公式記録では「故意四球」ではなく「四球」となっている。
松井に最初の打席が回ってきたのは1回表、二死から3番・山口が三塁打を放って出塁し、二死三塁で星稜が先制のチャンスを迎えた場面だった。しかし松井は「当然のように」四球を与えられ、一塁へ歩かされた。
3回表の一死二塁三塁でも松井には敬遠だった。監督の山下は、ここまでは作戦について予想通りだったという。しかし、観客はこの辺りから河野が大きく外れる球を投げる毎にざわつき始める。
5回表の一死一塁では、それまでとは異なり一塁走者がいるにもかかわらず敬遠を実行する。スタンドは完全にどよめきに変わり、一部から「勝負しろ！」といった野次も聞こえるようになった。
3-2と明徳義塾が1点リードして迎えた7回表で、スタンドは一層騒然とする。松井の第4打席は二死無走者で迎え、意図的な四球を与える。スタンドからは星稜の応援席を中心に「勝負！ 勝負！」の連呼と、一般の観客席からの明徳義塾に対しての野次が飛ばされるだけでなく、明徳義塾が陣取る一塁側のアルプススタンドからも「土佐っ子なら逃げずに勝負しろ！」といった怒声にも近い野次が飛び始めた。
9回表の最終打席で、二死三塁でも松井に四球が与えられた時には、堰を切ったように球場全体が怒号と野次に包まれるという、高校野球では史上稀に見る異様な雰囲気となった。なかでも星稜が陣取った三塁側応援席や一般の観客が座る外野席からはメガホンなどの野球グッズ、空き缶、ゴミなどが多数投げ込まれ、怒りが頂点に達した星稜の応援団や一般客からは河野や明徳義塾の選手らに対する「帰れ！」コールや、「殺すぞ」といったブーイングが起こった。これにより審判団は試合を中断させ、ボールボーイや星稜の控え選手らが投げ込まれた物を片付けに向かうなど対応に追われ、一塁上にいた松井も憮然とした表情でその様子を見つめていた。その後、松井は二盗を決めて二死二・三塁と一打逆転の好機となったが、次打者・月岩は三塁ゴロとなり試合終了、明徳義塾が1点差を逃げ切って勝利し、松井に対する全打席敬遠の作戦は成功した形となった。
試合終了後、挨拶の後に握手を交わした両チームの選手は僅か数人程度で、松井を含めた他の星稜の選手は無言の抗議の意味で明徳義塾の選手と握手を交わさず、足早にベンチへ戻った。勝利校となった明徳義塾の校歌演奏の際には球場全体から「帰れ！」コールの大合唱で校歌が掻き消されるほどとなり、選手らが引き上げる際には激しいブーイングが鳴り止まなかったが、次に引き上げる星稜の選手らに対しては多くの拍手喝采が送られていた。

### 敬遠の内訳
| B○○○ S○○ O●● | 0ボール-0ストライク 2アウト |

| \| ◆ \| \| \| ◆ \| ◆ \| \| ▼ \| \| | 二塁:     | 二塁: |
| \| ◆ \| \| \| ◆ \| ◆ \| \| ▼ \| \| | 三塁:走者 | 一塁: |
| ◆                                  |           |       |
| ◆                                  | ◆         |       |
| ▼                                  |           |       |

| ◆ |   |
| ◆ | ◆ |
| ▼ |   |

| B○○○ S○○ O●● | 0ボール-0ストライク 2アウト |

| \| ◆ \| \| \| ◆ \| ◆ \| \| ▼ \| \| | 二塁:     | 二塁: |
| \| ◆ \| \| \| ◆ \| ◆ \| \| ▼ \| \| | 三塁:走者 | 一塁: |
| ◆                                  |           |       |
| ◆                                  | ◆         |       |
| ▼                                  |           |       |

| ◆ |   |
| ◆ | ◆ |
| ▼ |   |

| B○○○ S○○ O●○ | 0ボール-0ストライク 1アウト |

| \| ◆ \| \| \| ◆ \| ◆ \| \| ▼ \| \| | 二塁:走者 | 二塁:走者 |
| \| ◆ \| \| \| ◆ \| ◆ \| \| ▼ \| \| | 三塁:走者 | 一塁:     |
| ◆                                  |           |           |
| ◆                                  | ◆         |           |
| ▼                                  |           |           |

| ◆ |   |
| ◆ | ◆ |
| ▼ |   |

| B○○○ S○○ O●○ | 0ボール-0ストライク 1アウト |

| \| ◆ \| \| \| ◆ \| ◆ \| \| ▼ \| \| | 二塁:走者 | 二塁:走者 |
| \| ◆ \| \| \| ◆ \| ◆ \| \| ▼ \| \| | 三塁:走者 | 一塁:     |
| ◆                                  |           |           |
| ◆                                  | ◆         |           |
| ▼                                  |           |           |

| ◆ |   |
| ◆ | ◆ |
| ▼ |   |

| B○○○ S○○ O●○ | 0ボール-0ストライク 1アウト |

| \| ◆ \| \| \| ◆ \| ◆ \| \| ▼ \| \| | 二塁:走者 | 二塁:走者 |
| \| ◆ \| \| \| ◆ \| ◆ \| \| ▼ \| \| | 三塁:走者 | 一塁:走者 |
| ◆                                  |           |           |
| ◆                                  | ◆         |           |
| ▼                                  |           |           |

| ◆ |   |
| ◆ | ◆ |
| ▼ |   |

| B○○○ S○○ O●○ | 0ボール-0ストライク 1アウト |

| \| ◆ \| \| \| ◆ \| ◆ \| \| ▼ \| \| | 二塁:走者 | 二塁:走者 |
| \| ◆ \| \| \| ◆ \| ◆ \| \| ▼ \| \| | 三塁:走者 | 一塁:走者 |
| ◆                                  |           |           |
| ◆                                  | ◆         |           |
| ▼                                  |           |           |

| ◆ |   |
| ◆ | ◆ |
| ▼ |   |

| B○○○ S○○ O●○ | 0ボール-0ストライク 1アウト |

| \| ◆ \| \| \| ◆ \| ◆ \| \| ▼ \| \| | 二塁: | 二塁:     |
| \| ◆ \| \| \| ◆ \| ◆ \| \| ▼ \| \| | 三塁: | 一塁:走者 |
| ◆                                  |       |           |
| ◆                                  | ◆     |           |
| ▼                                  |       |           |

| ◆ |   |
| ◆ | ◆ |
| ▼ |   |

| B○○○ S○○ O●○ | 0ボール-0ストライク 1アウト |

| \| ◆ \| \| \| ◆ \| ◆ \| \| ▼ \| \| | 二塁: | 二塁:     |
| \| ◆ \| \| \| ◆ \| ◆ \| \| ▼ \| \| | 三塁: | 一塁:走者 |
| ◆                                  |       |           |
| ◆                                  | ◆     |           |
| ▼                                  |       |           |

| ◆ |   |
| ◆ | ◆ |
| ▼ |   |

| B○○○ S○○ O●○ | 0ボール-0ストライク 1アウト |

| \| ◆ \| \| \| ◆ \| ◆ \| \| ▼ \| \| | 二塁:走者 | 二塁:走者 |
| \| ◆ \| \| \| ◆ \| ◆ \| \| ▼ \| \| | 三塁:     | 一塁:走者 |
| ◆                                  |           |           |
| ◆                                  | ◆         |           |
| ▼                                  |           |           |

| ◆ |   |
| ◆ | ◆ |
| ▼ |   |

| B○○○ S○○ O●○ | 0ボール-0ストライク 1アウト |

| \| ◆ \| \| \| ◆ \| ◆ \| \| ▼ \| \| | 二塁:走者 | 二塁:走者 |
| \| ◆ \| \| \| ◆ \| ◆ \| \| ▼ \| \| | 三塁:     | 一塁:走者 |
| ◆                                  |           |           |
| ◆                                  | ◆         |           |
| ▼                                  |           |           |

| ◆ |   |
| ◆ | ◆ |
| ▼ |   |

| B○○○ S○○ O●● | 0ボール-0ストライク 2アウト |

| \| ◆ \| \| \| ◆ \| ◆ \| \| ▼ \| \| | 二塁:走者 | 二塁:走者 |
| \| ◆ \| \| \| ◆ \| ◆ \| \| ▼ \| \| | 三塁:     | 一塁:走者 |
| ◆                                  |           |           |
| ◆                                  | ◆         |           |
| ▼                                  |           |           |

| ◆ |   |
| ◆ | ◆ |
| ▼ |   |

| B○○○ S○○ O●● | 0ボール-0ストライク 2アウト |

| \| ◆ \| \| \| ◆ \| ◆ \| \| ▼ \| \| | 二塁:走者 | 二塁:走者 |
| \| ◆ \| \| \| ◆ \| ◆ \| \| ▼ \| \| | 三塁:     | 一塁:走者 |
| ◆                                  |           |           |
| ◆                                  | ◆         |           |
| ▼                                  |           |           |

| ◆ |   |
| ◆ | ◆ |
| ▼ |   |

| B○○○ S○○ O●● | 0ボール-0ストライク 2アウト |

| \| ◆ \| \| \| ◆ \| ◆ \| \| ▼ \| \| | 二塁:     | 二塁:     |
| \| ◆ \| \| \| ◆ \| ◆ \| \| ▼ \| \| | 三塁:走者 | 一塁:走者 |
| ◆                                  |           |           |
| ◆                                  | ◆         |           |
| ▼                                  |           |           |

| ◆ |   |
| ◆ | ◆ |
| ▼ |   |

| B○○○ S○○ O●● | 0ボール-0ストライク 2アウト |

| \| ◆ \| \| \| ◆ \| ◆ \| \| ▼ \| \| | 二塁:     | 二塁:     |
| \| ◆ \| \| \| ◆ \| ◆ \| \| ▼ \| \| | 三塁:走者 | 一塁:走者 |
| ◆                                  |           |           |
| ◆                                  | ◆         |           |
| ▼                                  |           |           |

| ◆ |   |
| ◆ | ◆ |
| ▼ |   |

| B○○○ S○○ O●● | 0ボール-0ストライク 2アウト |

| \| ◆ \| \| \| ◆ \| ◆ \| \| ▼ \| \| | 二塁: | 二塁: |
| \| ◆ \| \| \| ◆ \| ◆ \| \| ▼ \| \| | 三塁: | 一塁: |
| ◆                                  |       |       |
| ◆                                  | ◆     |       |
| ▼                                  |       |       |

| ◆ |   |
| ◆ | ◆ |
| ▼ |   |

| B○○○ S○○ O●● | 0ボール-0ストライク 2アウト |

| \| ◆ \| \| \| ◆ \| ◆ \| \| ▼ \| \| | 二塁: | 二塁: |
| \| ◆ \| \| \| ◆ \| ◆ \| \| ▼ \| \| | 三塁: | 一塁: |
| ◆                                  |       |       |
| ◆                                  | ◆     |       |
| ▼                                  |       |       |

| ◆ |   |
| ◆ | ◆ |
| ▼ |   |

| B○○○ S○○ O●● | 0ボール-0ストライク 2アウト |

| \| ◆ \| \| \| ◆ \| ◆ \| \| ▼ \| \| | 二塁:     | 二塁: |
| \| ◆ \| \| \| ◆ \| ◆ \| \| ▼ \| \| | 三塁:走者 | 一塁: |
| ◆                                  |           |       |
| ◆                                  | ◆         |       |
| ▼                                  |           |       |

| ◆ |   |
| ◆ | ◆ |
| ▼ |   |

| B○○○ S○○ O●● | 0ボール-0ストライク 2アウト |

| \| ◆ \| \| \| ◆ \| ◆ \| \| ▼ \| \| | 二塁:     | 二塁: |
| \| ◆ \| \| \| ◆ \| ◆ \| \| ▼ \| \| | 三塁:走者 | 一塁: |
| ◆                                  |           |       |
| ◆                                  | ◆         |       |
| ▼                                  |           |       |

| ◆ |   |
| ◆ | ◆ |
| ▼ |   |

| B○○○ S○○ O●● | 0ボール-0ストライク 2アウト |

| \| ◆ \| \| \| ◆ \| ◆ \| \| ▼ \| \| | 二塁:     | 二塁:     |
| \| ◆ \| \| \| ◆ \| ◆ \| \| ▼ \| \| | 三塁:走者 | 一塁:走者 |
| ◆                                  |           |           |
| ◆                                  | ◆         |           |
| ▼                                  |           |           |

| ◆ |   |
| ◆ | ◆ |
| ▼ |   |

| B○○○ S○○ O●● | 0ボール-0ストライク 2アウト |

| \| ◆ \| \| \| ◆ \| ◆ \| \| ▼ \| \| | 二塁:     | 二塁:     |
| \| ◆ \| \| \| ◆ \| ◆ \| \| ▼ \| \| | 三塁:走者 | 一塁:走者 |
| ◆                                  |           |           |
| ◆                                  | ◆         |           |
| ▼                                  |           |           |

| ◆ |   |
| ◆ | ◆ |
| ▼ |   |

| B●●○ S●● O●● | 2ボール-2ストライク 2アウト |

| \| ◆ \| \| \| ◆ \| ◆ \| \| ▼ \| \| | 二塁:走者 | 二塁:走者 |
| \| ◆ \| \| \| ◆ \| ◆ \| \| ▼ \| \| | 三塁:走者 | 一塁:     |
| ◆                                  |           |           |
| ◆                                  | ◆         |           |
| ▼                                  |           |           |

| ◆ |   |
| ◆ | ◆ |
| ▼ |   |

| B●●○ S●● O●● | 2ボール-2ストライク 2アウト |

| \| ◆ \| \| \| ◆ \| ◆ \| \| ▼ \| \| | 二塁:走者 | 二塁:走者 |
| \| ◆ \| \| \| ◆ \| ◆ \| \| ▼ \| \| | 三塁:走者 | 一塁:     |
| ◆                                  |           |           |
| ◆                                  | ◆         |           |
| ▼                                  |           |           |

| ◆ |   |
| ◆ | ◆ |
| ▼ |   |

### スコア
|          | 1 | 2 | 3 | 4 | 5 | 6 | 7 | 8 | 9 | R | H | E |
| -------- | - | - | - | - | - | - | - | - | - | - | - | - |
| 星稜     | 0 | 0 | 1 | 0 | 1 | 0 | 0 | 0 | 0 | 2 | 7 | 1 |
| 明徳義塾 | 0 | 2 | 1 | 0 | 0 | 0 | 0 | 0 | X | 3 | 4 | 3 |

1. 審判
［球審］田中
［塁審］本郷・頼住・植村
2. 試合時間：2時間7分

### 出場選手
| 星稜     | 星稜            | 1      | 2      | 3      | 4      | 5      | 6      | 7      | 8      | 9      |
| -------- | --------------- | ------ | ------ | ------ | ------ | ------ | ------ | ------ | ------ | ------ |
| [中]     | 清水雄一（2年） | 遊ゴロ |        | 遊ゴロ | 二ゴロ |        | 左安   |        |        | 三ゴロ |
| [遊]     | 林和成（2年）   | 三ゴロ |        | 遊失   |        | 左安   |        | 三ゴロ |        | 遊ゴロ |
| [投]     | 山口哲治（3年） | 左3    |        | 左安   |        | 左飛   |        | 二ゴロ |        | 左3    |
| [三]     | 松井秀喜（3年） | 四球   |        | 四球   |        | 四球   |        | 四球   |        | 四球   |
| [二]     | 月岩信成（3年） | 三ゴロ |        | 捕犠打 |        | 左飛   |        | 左飛   |        | 三ゴロ |
| [一]     | 福角元伸（3年） |        | 遊ゴロ | 三ゴロ |        | 左安   |        |        | 二ゴロ |        |
| [右]     | 奥成悟（3年）   |        | 四球   |        | 三ゴロ | 三振   |        |        | 左安   |        |
| [左]     | 竹森建策（2年） |        | 二ゴロ |        | 四球   |        | 一直   |        | 二ゴロ |        |
| [捕]     | 北村宣能（3年） |        | 三振   |        | 三振   |        | 右飛   |        |        |        |
| 打       | 松本哲裕（3年） |        |        |        |        |        |        |        | 二ゴロ |        |
| 捕       | 東宏幸（1年）   |        |        |        |        |        |        |        |        |        |
| 明徳義塾 | 明徳義塾        | 1      | 2      | 3      | 4      | 5      | 6      | 7      | 8      | 9      |
| [遊]     | 筒井健一（3年） | 三ゴロ |        | 四球   |        | 三振   |        |        | 振逃   |        |
| [二]     | 重兼和之（3年） | 三振   |        | 三振   |        | 遊ゴロ |        |        | 投飛   |        |
| [投]     | 河野和洋（3年） | 三振   |        | 中安   |        | 二ゴロ |        |        | 左飛   |        |
| [一]     | 岡村憲二（3年） |        | 中安   | 四球   |        |        | 右飛   |        | 三ゴロ |        |
| [左]     | 加用貴彦（1年） |        | 四球   | 右安   |        |        | 三ゴロ |        |        |        |
| [捕]     | 青木貞敏（3年） |        | 一犠打 | 三振   |        |        | 三振   |        |        |        |
| [三]     | 久岡一茂（3年） |        | 左2    |        | 投ゴロ |        |        | 三振   |        |        |
| [中]     | 橋本玲（3年）   |        | 遊ゴロ |        | 三振   |        |        | 三振   |        |        |
| [右]     | 広畑国昭（3年） |        | 二ゴロ |        | 三直   |        |        | 遊ゴロ |        |        |

控え選手
- 星稜：中森良太（3年）、宮川裕行（3年）、林昌誉（2年）、嘉門俊輔（1年）
- 明徳義塾：中矢太（3年）、市川順也（2年）、廣田喜大（3年）、藤岡孝教（3年）、大原正嗣（3年）、宮﨑一彰（2年）

### 投手成績
| 投手                 | 投球回 | 打者 | 投球数 | 被安打 | 奪三振 | 与四死 | 自責点 |
| -------------------- | ------ | ---- | ------ | ------ | ------ | ------ | ------ |
| 山口哲治（星稜）     | 8      | 31   | 126    | 4      | 10     | 3      | 2      |
| 河野和洋（明徳義塾） | 9      | 41   | 145    | 7      | 3      | 7      | 1      |

### 試合後の両監督と関係者
勝利した明徳義塾の馬淵は、「『正々堂々と戦って潔く散る』というのも一つの選択だったかもしれないが、県代表として、一つでも多く甲子園で勝たせたいと思った」とコメントし、その後も「そうした潔さに喜ぶのは客と相手側だけだ」と語っている。一方、敗れた星稜の山下は「勝負して欲しかったです…松井とね。男と男の勝負をして欲しかった」「自分の野球（人生）において悔いの残る一戦」「残念です」とだけ述べた。この試合で全く勝負させてもらえなかった松井は「正直言って野球らしくない。でも歩かすのも作戦。自分がどうこう言えない」というコメントに留めた。
高野連会長の牧野直隆は会見で「無走者の時には、正面から勝負して欲しかった。一年間、この日のためにお互いに苦しい練習をしてきたのだから、その力を思い切りぶつけ合うのが高校野球ではないか」「勝とうというのに走りすぎる。全てに度合いというものがあり、今回は度がすぎている」といった談話を発表した。

## 反響
試合当日の夜の報道番組は軒並みこの試合を取り上げ、翌日のスポーツ新聞各紙は松井敬遠を一面に出し、牧野の談話を掲載した。その談話そのものが異例だが、松井への敬遠作戦に対しては有識者、元プロ野球選手、現役プロ野球選手、高校野球関係者などを中心に多方面から賛否両論が寄せられる社会問題へ発展し、その後も新聞、雑誌などで様々な読者投稿欄を賑わせた。なかでも特に話題となったのは主催した朝日新聞に掲載されたコラム「大事なもの忘れた明徳ベンチ」だった。
この記事は社内でも波紋を呼び、特に高知支局からは反発が強かったという。
1993年の夏、開会を前に雑誌「Number」が「敬遠の夏」と題した敬遠事件の特集を組んだ。特集の中では星稜、明徳義塾両校の視点だけでなく観客からの視点もあり、「（入場料を払ってまで）野球を見に来た観客の楽しみは、勝敗以前に松井がこの試合で如何にして打つか、また相手投手が松井を如何にして抑えるかにあった。（中略）観客が入場料を払ってまで楽しみにしていた物を5打席敬遠という予期せぬ形で奪われたら（明徳へ）『帰れ!!』コールを行ってもその気持ちは十分理解できる」としている。

## 明徳義塾の3回戦
星稜戦に勝利した明徳義塾の宿舎には、試合終了直後から「選手に危害を加える」などの抗議や嫌がらせの電話や投書が相次いだ。また、宿舎の周辺には一部の高校野球ファンが殺到し、「馬淵出て来い!!」「松井に土下座しろ!!」「恥を知れ!!」と喚き立てたり、宿舎に向けて投石するなど混乱が生じ、馬淵や選手の安全確保のために警察官が出動するという厳戒態勢が敷かれた。マスコミ陣による取材も殺到し、その影響で明徳義塾関係者は宿舎からの外出が全く出来ない状態となり、馬淵自身も「煙草も買いに行けない」とこぼすほどだった。明徳義塾の宿舎から練習グラウンドへの移動も多くの警備員や学校関係者、高野連の要請で派遣された兵庫県警察の機動隊に守られながらの移動となり、3回戦の抽選会場でも代表で訪れた遊撃手・筒井に対して、スタンドから野次を飛ばす者もいた。
1992年8月22日の3回戦で、明徳義塾は広島県立広島工業高等学校と対戦した。スタンドにはほぼ全域に渡って警備員・警察官が配置され、広島工業の応援席では父母の会による「明徳はルール違反をしたわけではなく、選手に何の罪もありません。我が野球部でも（星稜と戦うとなれば）同じ作戦を採用したかもわかりません」と記されたビラが配られた。明徳義塾は同年に広島工業と練習試合を2度行ってどちらも圧勝していたが、星稜戦の終了直後から続く騒動による精神的なダメージが拭えず、本来のプレーをほとんど発揮できないまま、0-8と大敗した。宿舎に戻ってから行われたミーティングで馬淵は部員たちを前に号泣し、監督の涙にもらい泣きする選手がほとんどだった。河野によれば、この時に馬淵の言葉をはっきり聞き取れたのは「お前らはようやった」の一言だけだったという。

## 騒動のその後

### 明徳義塾側：馬淵の進退
馬淵が試合で全力を挙げて対策を行ったのは、4番・松井を抑えることではなく「5番打者を封じる」ことだった。無条件で相手に走者1人を与える敬遠（故意四球）は後続の打者を封じなければ逆効果となるため、馬淵は星稜の5番打者である月岩も松井と同様に警戒対象として捉えていたのである。
だが、この敬遠作戦は社会問題にまで発展し、明徳義塾本校にも騒動に対しての抗議、嫌がらせの電話や投書などが殺到した。その中には「今後、明徳義塾の人間が石川県にやってくる事があったら殺す」という脅迫同然の内容のものや、明徳義塾のみならず高知県民そのものを「勝つためには手段を厭わない卑怯者」と侮蔑する内容も少なからず含まれていた。こうして悪い意味で全国的に注目を集めてしまった事で、野球部以外の在校生が、各報道機関の取材陣に付け回されたり、他校の生徒や他県（特に石川県をはじめとする北陸地方）の人間などによる冷やかしや、嫌がらせを受けるなどの風評被害が発生した。
その影響で入校志望者の辞退が相次いだほか、一部の在校生の保護者からも風評被害に関する懸念・苦情や、転校を要望する声などが上がったため、学校関係者はそれぞれの対応に追われたという。この状況を知った馬淵は、結果的に世間を大きく騒がせただけでなく、学校の評判を貶めてしまい、教職員や野球部以外の生徒、保護者達にも多大な迷惑を掛ける事になったお詫びとして、校長に野球部監督の辞表を提出しようとした。しかし校長は「間違っていることをしたんじゃないんだから。あそこで辞めたらそれこそ教育にならんでしょう」との考えから辞表を受理せず慰留。その後、野球部員やその保護者達や学校周辺の地元民からも馬淵を激励・擁護する声が上がり、それらの声に背中を押される形で、馬淵はそのまま監督を続投する事となった。
2011年に行われた雑誌のインタビューにおいて、馬淵は敬遠作戦について「現在でも間違った作戦とは思っていない。あの年（1992年）の星稜は、高校球児の中に一人だけプロがいるようなものだった。あれ以前も、あれ以降も、松井ほどの大打者と僕は出会っていません。甲子園で勝つための練習をやってきて、その甲子園で負けるための作戦を立てる監督なんでおらんでしょ？ 勝つためには松井を打たせてはいかんかった」と述べているように、作戦そのものが間違っていたとは認めていない。一方で2003年の取材では、「ただ、46歳（取材当時）の大人になった今振り返れば、大人の作戦のために17・18歳らの子供達に嫌な思いをさせてしまったこと、特に松井の次の打者（月岩）に迷惑を掛けてしまったことに気付かされます」とも語っている。
馬淵はその後、2020年に行われた毎日新聞の対談企画においても作戦について語っている。その際にも当時について「あそこにタイムスリップしたらやる」「相手の強いところは避け、弱点を突くのは常套手段。ルールで認められているなら僕はやる」と再度明言する一方で、「（取材当時の）今の64歳でやれと言われたら、ようやる度胸はありませんね。（当時36歳という）若さもあった」「あんなに大騒ぎになるのが解っていたらやりませんよ。（中略）あんな大騒ぎになるとは夢にも思いませんでした」と語った。

### 星稜側：松井と河野の交流
星稜は2回戦敗退ながら、同年秋の第47回国民体育大会（べにばな国体）に異例の選出となった。一方で明徳義塾は選出されず、松井は決勝戦（対尽誠学園高等学校戦）の最終打席で高校通算60号の本塁打を放つ活躍を見せて星稜は優勝、前年の第22回明治神宮野球大会に続くシーズン二冠を達成した。
松井はその後、読売ジャイアンツ入団後の1994年に発売された「ドカベン」秋田文庫第6巻の巻末解説インタビューと、水島新司の漫画業50周年の祝福コメントを寄せた際にこの敬遠作戦に触れており、対戦相手だった河野とは番組の企画などで対談している。また、松井と河野はテレビ番組「KYOKUGEN2013」の企画にて「（1992年から）21年後の第6打席」として勝負に挑んだことがあり、結果はフルカウントからの四球だった。
松井の次打者である月岩は、松井が敬遠された後に奮起して打席に立ったものの4打数無安打で、打点もスクイズによる1点のみに終わった。これが元で、地元に戻った後は周囲から後ろ指をさされ、自宅には試合の感想を求める記者と嫌がらせの投書が殺到するなど精神的にダメージを受けた。進学先だった大阪経済大学の練習に参加するも、先輩から試合に関することを揶揄されて口論となり、これが原因ですぐに退学してしまった。退学後、しばらくは自分を取り巻く全てを投げ出して野球から遠ざかっていたが、24歳から軟式野球に参加する形で徐々に再開し、少しずつではあるが試合について振り返ることが出来るようになったという。月岩は軟式野球においては逆に敬遠される立場となり、敬遠後に次の打者へアドバイスすることも行ったという。
月岩はその後、松井が2003年にニューヨーク・ヤンキースへ移籍し、本拠地開幕戦において前打者・バーニー・ウィリアムスの敬遠後に本塁打を放った場面をテレビで観戦していた際に、「このあたりが違う」と思ったという。

### 27年ぶりの再戦
この試合以降、公式戦における「明徳義塾vs星稜」の組み合わせは、2019年の第50回明治神宮野球大会1回戦において27年ぶりに実現し、明徳義塾が8-5で勝利した。その前年に行われた第100回全国高等学校野球選手権記念大会では、2回戦で1992年当時のメンバーだった林和成と中矢太が、それぞれ星稜と済美の監督での立場で対戦し、タイブレークの末に済美がサヨナラ勝ちを収めた。
翌年では2回戦の勝敗結果次第で3回戦に「明徳義塾vs星稜」の組み合わせが実現する可能性があった（試合日も当初の予定通りであれば、本件が起きたのと同じ8月16日だった）が、星稜は勝利したものの明徳義塾が敗退したため、対戦は幻に終わった。なお、この大会での星稜は決勝で履正社高等学校に敗れたものの、1995年夏以来となる学校タイ記録の準優勝を果たした。

## 評価
2017年に行われた全国高等学校野球選手権埼玉大会の出場校の監督を対象とした、5打席連続敬遠についてのアンケートでは、151人の有効回答のうち79人（52%）の監督が作戦を「あり」、51人（34%）の監督が「なし」と答えた。「作戦あり」とした意見では勝利を目指す戦術として肯定する意見が多く見られた一方で、「なし」とした意見では勝敗だけが全てではないといった意見があった。
二宮清純は自身のコラムで、1992年当時に野村克也がきっぱりと敬遠策を肯定したことを紹介している。

## 関連書籍・雑誌
書籍
- 『甲子園が割れた日 松井秀喜5連続敬遠の真実』（新潮社） 中村計 著
- 『四番、ピッチャー、背番号1』（ダイヤモンド社） 横尾弘一 著
- 『「怪物」たちの甲子園』収録「ゴジラ伝説の始まり 松井秀喜5打席連続敬遠の夏（文・手束仁）」（双葉社双葉文庫） 高校野球オタク会 編

雑誌
- 報知高校野球 1992年 No.5 第74回全国高校野球選手権大会
- アサヒグラフ 1992年 9/5号 第74回全国高校野球選手権大会
- 輝け甲子園の星 1992年 9+10月号 第74回全国高校野球選手権大会